# Brian Kernighan
Brian Kernighan (Toronto, 1942) é um cientista da computação canadense.
Trabalhou nos laboratórios Bell e contribuiu em trabalho pioneiro para o desenvolvimento das linguagens de programação AWK e AMPL.
O nome de Brian Kernighan tornou-se conhecido por ser o co-autor do primeiro livro sobre a linguagem de programação C com Dennis Ritchie. Kernighan teria dito que não contribuiu para o desenvolvimento da linguagem C: "O trabalho foi todo do Dennis Ritchie". Ele foi autor de vários programas de UNIX, incluindo ditroff.
O "K" do "C K&R" e também o do AWK remetem para o seu nome.
Nasceu em Toronto, Canadá, e concluiu o seu bacharelato em "Engenharia Física" na Universidade de Toronto. Obteve o seu doutoramento em Engenharia Electrotécnica na Universidade de Princeton, onde desde de 2004 é professor no departamento de Ciência da Computação.